# Noce (Trentin-Haut-Adige)
Pour l’article homonyme, voir Noce.
Le Noce est un cours d'eau des Alpes italiennes, affluent droit de l'Adige. Il naît au Corno dei Tre Signori, dans le parc naturel du Stelvio.

## Géographie
Au début, le ruisseau est divisé en deux branches, le Noce noir, qui provient du Corno dei Tre Signori, et le Noce blanc, qui vient de la Punta del Cevedale. Le Noce noir forme après 15 km le lac artificiel de Pian Palù ; une partie est ici canalisée vers la centrale hydroélectrique de Cogolo appartenant à Dolomiti Energia, tandis que l'autre descend vers la vallée. Le Noce blanc provient du glacier Cevedale et après environ 10 km il reçoit les eaux du ruisseau Careser, qui descend du lac artificiel du même nom. Les deux branches se rejoignent en un seul ruisseau près de Cogolo.